# نينشاتابادا
نينشاتابادا (بالرومانية: Ninshatapada) كانت أميرة بلاد ما بين النهرين من سلالة الوركاء البابلية القديمة. وهي معروفة من خلال رسالة موجهة إلى ريم سين الأول، حيث تتوسل إليه أن يعيدها إلى منصبها السابق كرئيسة كهنة ميسلمتيا. وقد تم إدراجها في مناهج المدارس الكتابية في بلاد ما بين النهرين.

## سيرة
كانت نينشاتابادا أميرة من سلالة الوركاء البابلية القديمة. كان والدها سين كاشيد، الذي حكم هذه المدينة في القرن التاسع عشر قبل الميلاد. من المرجح أنها ولدت عندما كان لا يزال صغيرًا، في الربع الثالث من القرن المذكور. نظرًا لعدم وجود معلومات معروفة عن جدها، وخدم والدها في الأصل كحاكم (شاكاناكو) لدوروم، التي حصنها إشمي داغان، فقد قيل إن عائلتها ربما كانت تنحدر من إيسن. كانت رئيسة الكهنة (نين-دينجير) ميسلامتيا. من غير المؤكد أي ملك من ملوك أوروك كان مسؤولاً عن تعيينها، على الرغم من أن ويليام دبليو هالو زعم أنه من المعقول أن يكون والدها.
كان تعيين الأميرات في مناصب كهنوتية مماثلة تقليدًا يعود إلى العصر السرجوني. وأقامت بمدينة دوروم أم الواوية الحديثة. تربطها رسالة منسوبة إليها بمعبد يقع في هذه المدينة مخصص بشكل مشترك للوغاليرا ومسلمتيا يُدعى إي-مسلم، والذي قد يكون إما اختصارًا لـ إي-مسلم-ميلاميلا ("إي-مسلم الذي يحمل إشعاعًا")، والذي وفقًا لنقش والدها كان مخصصًا فقط للأخير من هذين الإلهين، أو بدلاً من ذلك اسم مجمع من المعابد. بعد أن استولى ريم سين الأول ملك لارسا على دوروم، تم نفي نينشاتابادا، ولكن من المرجح أنها عادت إلى منصبها في وقت لاحق. ويشير ناثان واسرمان ويجال بلوخ إلى أن هذا يجعل من الممكن افتراض أن الصراعات بين السلالات البابلية القديمة كانت تقتصر على مجالات السياسة والجيش، وليس الدين. بجانب إنخيدوانا، تعد نينشاتابادا واحدة من الشخصيتين التاريخيتين الوحيدتين المذكورتين في مجموعة النصوص الأدبية السومرية البابلية القديمة.

## أعمال
من المفترض أن إحدى الرسائل التي تنتمي إلى مجموعة النصوص المعروفة باسم "المراسلات الملكية لارسا" كانت من تأليف نينشاتابادا. ومع ذلك، فإن مؤلفها ليس مؤكدًا تمامًا، والاقتراح البديل هو أن الرسالة تم تأليفها كدعاية من قبل الكتبة الذين يخدمون البلاط الملكي في لارسا. وقد كُتبت باللغة السومرية. يبلغ طولها 58 سطرًا. من المرجح أن هناك ست نسخ تعود إلى القرن الثامن عشر قبل الميلاد، اثنتان منها من نفر وأربع نسخ من أصل غير معروف. وقد تم اكتشاف نموذج إضافي أثناء أعمال التنقيب في تل حداد.
الرسالة مكتوبة بضمير المتكلم. تدور أحداثها حول نداء نينشاتابادا إلى ريم سين الأول لإعادتها إلى منصبها الكهنوتي. تصف نفسها بأنها كاتبة أنثى (منوس دب سر)، ابنة سين كاشيد وخادمة ريم سين الأول. إنها تشيد بالملك الأخير لأنه أنقذ سكان الوركاء المحتلة وسمح للمدينة بالعيش في سلام، لكنها أيضًا تندب نفيها من دوروم، حيث كانت تعيش سابقًا. ليس من المعروف إلى أي مدى تعكس الرسالة الأحداث التاريخية. يزعم ويليام دبليو هالو أن النص يصف بدقة الفترة التي أعقبت غزو دوروم، وأنه كُتب بين عامي 1801 و1799 قبل الميلاد، بعد فترة من المنفى استمرت أربع أو خمس سنوات، عندما اعترفت المؤلفة بنفسها بأنها بلغت سن الشيخوخة. كما أن تأريخ الرسالة إلى حوالي عام 1800 قبل الميلاد مقبول بشكل مبدئي من قبل تشارلز هالتون وسانا سفارد.
لقد تم إجراء مقارنات بين وصف نينشاتابادا لنفسها وبين تكوين مماثل تقدم فيه إنخيدوانا نفسها على أنها "المتألمة الصالحة". ومن المعروف أيضًا وجود رسالة مماثلة موجهة إلى زميري ليم. علاوة على ذلك، فإن العديد من الصيغ المستخدمة في تأليف نينشاتابادا تجد أوجه تشابه في النقوش الملكية وصيغ التواريخ لملوك لارسا، والتي يمكن اعتبارها وفقًا لهالو مثالاً على التلميح الأدبي.
تم دمج رسالة نينشتابادا في مناهج المدارس الكتابية. تزعم ألينا جادوتي أن الهدف من ذلك كان تعريف الكتبة المتدربين بتقليد تعيين بنات الملوك في مناصب دينية، والتي تمكنوا في نفس الحالات من الاحتفاظ بها بعد نهاية حكم آبائهم. تفترض أن النساخ كان من المفترض أن يتعرفوا على فكرة التراث المشترك لبلاد ما بين النهرين من خلال النصوص التي عملوا عليها. وتشير إلى أن الوركاء لم تكن قوة سياسية كبرى في وقت تأليف الرسالة وإدراجها في مناهج المدارس الكتابية، ولكن بسبب تاريخها الطويل فقد اعتبرت ذات أهمية ثقافية، على غرار لجش وأور، والتي تم تمثيلها أيضًا بشكل جيد في مجموعات نصوص مماثلة على الرغم من أنها لم تعد قوى كبرى في العصر البابلي القديم.